# Viaggio in Italia (Alice)
Viaggio in Italia è il 17° album in studio di Alice, pubblicato nell'ottobre del 2003.

## Descrizione
Raccoglie testi d'autori prevalentemente italiani e realizzati con la collaborazione di artisti internazionali come Paolo Fresu, Jakko Jackszyk dei King Crimson e Tim Bowness dei No Man. 
Il singolo radiofonico che il 26 settembre ha anticipato l'uscita del disco è stato La bellezza stravagante. Il brano doveva essere un inedito scritto da Ivano Fossati appositamente per Alice, visti i ritardi nella pubblicazione dell'album, finisce per diventare una cover siccome il cantautore lo pubblica nel suo album Lampo viaggiatore del 2002. A inizio 2004 è stato pubblicato il cd singolo di Come un sigillo con l'aggiunta di 2 bonus track live in studio: Rose e limoni (Pasolini / Di Martino) e Col tempo sai (Ferré / Defaye - Simontacchi / Medail).
Il tour dell'album viene portato in giro per l'Italia nei primi mesi del 2004, ma verrà ripreso successivamente con una serie di concerti tra il 2018 e il 2019 con l'aggiunta di nuovi brani del cantautorato italiano (come La cura di Franco Battiato e Almeno pensami di Ron). In questa seconda occasione, il tour viene portato anche in Germania con tre date rispettivamente a Mannheim, Dusseldorf e Monaco nell'ottobre 2019.

## Tracce
1. Come un sigillo (Manlio Sgalambro, Franco Battiato) (con Paolo Fresu)
2. Al principe (Pier Paolo Pasolini, Mino Di Martino)
3. Un blasfemo (Giuseppe Bentivoglio, Fabrizio De André, Nicola Piovani)
4. La bellezza stravagante (Ivano Fossati)
5. Atlantide (Francesco De Gregori)
6. Cosa succederà alla ragazza (Pasquale Panella, Lucio Battisti)
7. Islands (Peter Sinfield, Robert Fripp) (con Tim Bowness)
8. Febbraio (Pier Paolo Pasolini, Mino Di Martino)
9. Lindbergh (Ivano Fossati)
10. Ecco i negozi (Pasquale Panella, Lucio Battisti) (con Morgan)
11. Auschwitz (Francesco Guccini)
12. È stato molto bello (Manlio Sgalambro, Franco Battiato)
13. Non insegnate ai bambini (Sandro Luporini, Giorgio Gaber)
14. Golden hair (James Joyce, Syd Barrett) (con Tim Bowness)

## Formazione
- Alice - voce, tastiera
- Morgan - voce, chitarra ritmica (traccia 10)
- Francesco Messina - tastiera, sintetizzatore
- Michele Fedrigotti - tastiera (traccia 8)
- Marco Guarnerio - tastiera, programmazione, sitar (traccia 12), pianoforte (traccia 7), chitarra
- Alberto Tafuri - tastiera (traccia 4), pianoforte (traccia 12)
- Jakko Jakszyk - chitarra (tracce 2, 5)
- Paolo Fresu - corno, flicorno (tracce 1, 7-8)